# Se vuol ballare
Se vuol ballare (Si vous voulez danser) est un air de l'opéra Le nozze di Figaro de Wolfgang Amadeus Mozart.
Le livret a été écrit en italien par Lorenzo da Ponte, qui s'est inspiré de la comédie de Pierre-Augustin Caron de Beaumarchais La Folle journée, ou le Mariage de Figaro (1784).

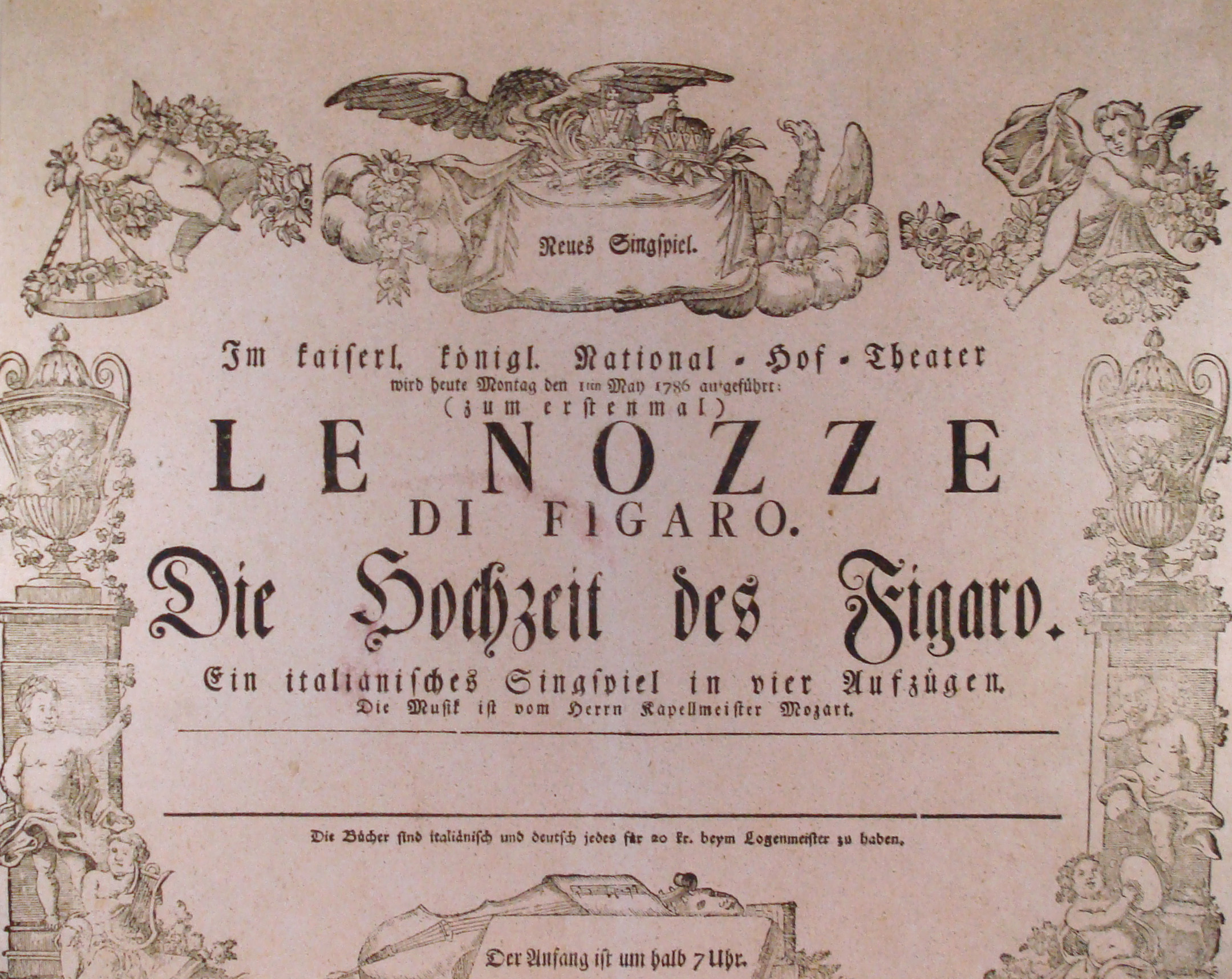
Affiche originale de Le Nozze di Figaro datant de 1786.

## Livret
| Se vuol ballare, signor contino, il chitarrino le suonerò, sì, Se vuol venire nella mia scuola la capriola le insegnerò, sì, Saprò,ma piano, meglio ogni arcano, dissimulando scoprir potrò. L'arte schermendo, l'arte adoprando, di qua pungendo, di là scherzando, tutte le macchine rovescierò. | Si vous voulez danser, mon petit comte je vous jouerai de la petite guitare, ça oui, Si vous voulez venir dans mon école, je vous apprendrai à faire la cabriole, ça oui, J'apprendrai, tout en douceur je comprendrai mieux ce qui est caché, je pourrai découvrir ce qui se trame. M'escrimant et travaillant tel un artiste, tantôt me battant, tantôt raillant, je déjouerai toutes les machinations. |